# Sportclub Enschede in het seizoen 1959/60
Het seizoen 1959/1960 was het zesde jaar in het bestaan van de Enschedese betaaldvoetbalclub Sportclub Enschede. De club kwam uit in de Eredivisie en eindigde daarin op de negende plaats.

## Wedstrijdstatistieken

### Eredivisie
|       | ADO   | Ajax  | Blauw-Wit | DOS   | DWS/A | Elinkwijk | Feijenoord | Fortuna '54 | MVV   | NAC   | PSV   | Rapid JC | Sittardia | Sparta | Volendam | VVV   | Willem II |
| ----- | ----- | ----- | --------- | ----- | ----- | --------- | ---------- | ----------- | ----- | ----- | ----- | -------- | --------- | ------ | -------- | ----- | --------- |
| Thuis | 4 – 1 | 3 – 3 | 6 – 3     | 5 – 0 | 1 – 3 | 2 – 0     | 0 – 4      | 5 – 2       | 2 – 2 | 1 – 2 | 4 – 1 | 3 – 1    | 0 – 2     | 3 – 1  | 3 – 2    | 3 – 2 | 4 – 2     |
| Uit   | 2 – 2 | 3 – 0 | 3 – 2     | 3 – 3 | 2 – 4 | 3 – 1     | 4 – 1      | 4 – 2       | 4 – 0 | 2 – 1 | 5 – 0 | 0 – 1    | 1 – 10    | 2 – 1  | 2 – 1    | 3 – 2 | 2 – 1     |

## Statistieken Sportclub Enschede 1959/1960

### Eindstand Sportclub Enschede in de Nederlandse Eredivisie 1959 / 1960
| Stand | Gespeeld | Gewonnen | Gelijk | Verloren | Punten | Doelpunten voor | Doelpunten tegen |
| ----- | -------- | -------- | ------ | -------- | ------ | --------------- | ---------------- |
| 9e    | 34       | 14       | 4      | 16       | 32     | 81              | 76               |

### Topscorers
| Competitie \| # \| Naam \| \| \| -------------------- \| ----------------- \| -- \| \| 1. \| Pierre Kerkhoffs \| 27 \| \| 2. \| Abe Lenstra \| 15 \| \| 3. \| Joop Janssen \| 13 \| \| 4. \| Richard Brousek \| 12 \| \| 5. \| Dais ter Beek \| 3 \| \| 5. \| Arend van der Wel \| 3 \| \| 5. \| Bertus van Zoeren \| 3 \| \| 8. \| Job Hoomans \| 2 \| \| Onbekende doelpunten \| \| \| \| – \| Onbekend \| 3 \| \| Totaal \| Totaal \| 81 \| |                   |      |
| # | Naam              | Goal |
| 1. | Pierre Kerkhoffs  | 27   |
| 2. | Abe Lenstra       | 15   |
| 3. | Joop Janssen      | 13   |
| 4. | Richard Brousek   | 12   |
| 5. | Dais ter Beek     | 3    |
| 5. | Arend van der Wel | 3    |
| 5. | Bertus van Zoeren | 3    |
| 8. | Job Hoomans       | 2    |
| Onbekende doelpunten |                   |      |
| – | Onbekend          | 3    |
| Totaal | Totaal            | 81   |

## Voetnoten
ADO ·
Ajax ·
Blauw-Wit ·
DOS ·
DWS/A ·
Elinkwijk ·
Sportclub Enschede ·
Feijenoord ·
Fortuna '54 ·
MVV ·
NAC ·
PSV ·
Rapid JC ·
Sittardia ·
Sparta ·
Volendam ·
VVV ·
Willem II